# Opificio delle pietre dure
Opificio delle pietre dure, odnosno na hrvatskom Radionica za poludrago kamenje, javna je institucija talijanskog Ministarstva kulturne baštine.Sjedište je institucije u Firenci.To je jedna od vodećih svjetskih institucija u   području zaštite kulturne baštine,te obrazovanja konzervatora restauratora.Ustanova posjeduje specijaliziranu knjižnicu te arhiv,kao i muzejsku zbirku uzoraka radova rađenih u tehnici intarzije u poludragom i ukrasnom kamenju.

## Porijeklo i povijest
Opificio je utemeljen 1588 kako bi se omogućilo izvođenje većih i složenijih radova u tehnici intarzije u poludragom i ukrasnom kamenju.Današnji je institut stvoren 1975. spajanjem više firentinskih institucija posvećenih konzerviranju restauriranju kulturne baštine.
Danas ova institucija u svom   radu koristi i najsuvremenije tehnologije poput 3 d skeniranja i 3 d ispisa.

### Odjeli instituta
- Tapiserije i tepisi
- Bronce i oružje
- Drvena skulptura
- Zidno slikarstvo
- Crteži i grafike
- Radovi u kamenu
- Pietre dure mozaici
- Nakit
- Štafelajno slikarstvo
- Terakota i lončarstvo
- Tekstil

## Vanjske poveznice
- Službena stranica